# Honnør Glacier
Honnør Glacier är en glaciär i Antarktis. Den ligger i Östantarktis. Norge gör anspråk på området.
Terrängen runt Honnør Glacier är kuperad österut, men västerut är den platt. Havet är nära Honnør Glacier västerut.  Trakten är obefolkad. Det finns inga samhällen i närheten. 